# Stefan Reinartz
Pour les articles homonymes, voir Reinartz.
Stefan Reinartz est un ancien footballeur international allemand, né le 1er janvier 1989 à Engelskirchen. Sa carrière professionnelle s'étend de 2007 à 2016 et il évoluait au poste de défenseur central ou de milieu défensif.

## Biographie
Formé au Bayer Leverkusen, qu'il a rejoint en 1999, Stefan Reinartz joue tout d'abord uniquement avec l'équipe réserve du club. Il fait ses débuts professionnels en 2. Bundesliga avec le 1. FC Nuremberg où il a été prêté, le 9 février 2009, et s'impose immédiatement comme titulaire jusqu'à la fin de la saison. À la demande expresse de Jupp Heynckes, nouvel entraîneur de Leverkusen, son prêt est écourté et il trouve une place en équipe première où il est souvent utilisé lors de la saison 2009-2010. Lors de la saison 2010/2011, il fait ses débuts sur la scène européenne lors d'un match de Ligue Europa. Il joue régulièrement avec son club lors des saisons suivantes, en tant que défenseur ou bien en tant que milieu défensif.
À l'issue de la saison 2014-2015, son contrat avec le Bayer Leverkusen n'est pas prolongé et il décide de s'engager pour deux ans avec l'Eintracht Francfort. Il est titulaire au poste de milieu défensif mais sa saison est écourtée à cause de différentes blessures qui l'amènent à prendre sa retraite de manière anticipée à la fin de sa première année de contrat.

## Carrière internationale
Stefan Reinartz fait partie des sélections de jeunes depuis longtemps, puisqu'il a commencé avec les moins de 16 ans. En 2008, il remporte le Championnat d'Europe des moins de 19 ans après avoir joué tous les matchs du tournoi. Incorporé à l'équipe d'Allemagne des moins de 21 ans, il participe avec d'autres espoirs, au stage de préparation de l'équipe d'Allemagne en vue de la Coupe du monde 2010. Bien qu'il ne soit pas considéré comme un candidat en équipe nationale par Joachim Löw, ce dernier lui offre sa première sélection lors d'un match de préparation contre Malte. Il honorera sa troisième et dernière sélection en juin 2013 lors d'un match amical contre les États-Unis.

## Après-carrière professionnelle
Avec Jens Hegeler, son ancien coéquipier au Bayer Leverkusen, il a développé une méthode d'analyse des matches de football dénommée Packing (Fußball) (de).

## Palmarès
- Allemagne
  - Vainqueur du Championnat d'Europe des moins de 19 ans en 2008.